# Günther Becker
Günther Hugo Becker (ur. 1 kwietnia 1924 w Forbach, zm. 24 stycznia 2007 w Bad Lippspringe) – niemiecki kompozytor i pedagog.

## Życiorys
W latach 1946–1949 uczył się dyrygentury u Gerharda Nestlera w Badische Hochschule für Musik w Karlsruhe. W latach 1948–1956 uczył się też kompozycji u Wolfganga Fortnera, początkowo prywatnie w Heidelbergu, później w Nordwestdeutsche Musikakademie w Detmold, gdzie między 1953 a 1955 rokiem uczęszczał też na kurs dyrygentury chóralnej u Kurta Thomasa. W latach 1956–1968 przebywał w Grecji, gdzie działał jako pedagog. Od 1957 roku współpracował z Instytutem Goethego w Atenach, przy którym w 1962 roku założył Studio Muzyki Eksperymentalnej.
W 1968 roku powrócił do Niemiec i osiadł w Essen, poświęcając się pracy twórczej. W latach 1962–1967 kilkakrotnie był uczestnikiem Międzynarodowych Letnich Kursów Nowej Muzyki w Darmstadcie, podczas których miały miejsce prawykonania jego dwóch kwartetów smyczkowych (1963, 1967) oraz Vier Epigramme (1961), Diaglyphen (1962) i Moirologi (1964); wykładał tam również w 1967, 1968 i 1970 roku. W 1969 roku założył zespół live electronic Gruppe MHz. W latach 1971–1974 przewodniczył niemieckiej sekcji Międzynarodowego Towarzystwa Muzyki Współczesnej (ISCM). Od 1974 do 1989 roku był profesorem kompozycji w Robert Schumann Hochschule w Düsseldorfie.
Opublikował Neue Griechische Klaviermusik (2 tomy, Kolonia 1966–1967) oraz opracowania greckiej muzyki ludowej.

## Ważniejsze kompozycje
(na podstawie materiałów źródłowych)

### Utwory orkiestrowe
- stabil-instabil (1965)
- Correspondances I na klarnet i orkiestrę kameralną (1966)
- Griechische Tanzsuite na zespół instrumentów szarpanych (1967)
- Caprices concertants na mandolinę, mandolę, gitarę, perkusję i zespół instrumentów szarpanych (1968)
- Attitude (1972–1973)
- In Modo Greco na gitarę i zespół instrumentów szarpanych (1992)

### Utwory kameralne
- 3 kwartety smyczkowe (I 1963, II 1967, III „Hommage à Joseph Haydn” 1988)
- Game for Nine na zespół kameralny (1962)
- Diaglyphen na orkiestrę kameralną (1962)
- Serpentinata na kwintet dęty (1968)
- Correspondances II na gitarę, harfę, klawesyn i kwartet smyczkowy (1968–1969)
- Meteoron na dźwięki elektroniczne, organy i perkusję (1969)
- Ferrophonie na elektrycznie modulowane dźwięki mowy (1973)
- à la mémoire de Josquin na organy solo (1973)
- Tria paidià Voliótika na klarnet, puzon, wiolonczelę i fortepian (1980); dla Warsztatu Muzycznego, prawykonanie „Warszawska Jesień” 1980
- Quasi una fantasmagoria na 2 klarnety, 2 rogi i 2 fagoty; wg Sfinksa Roberta Schumanna (1980)
- Ariosi na obój, rożek angielski, klarnet, klarnet basowy, wibrafon i marimbafon (1982)
- Parenthesen, studium mikrointerwałowe na sekstet smyczkowy (1982)
- Un poco giocoso na tubę basową i zespół kameralny (1983)
- Doppelte Ebenen na skrzypce i altówkę (1984–1985)
- Reverenz 1985 na 4 solistów (1985)
- Zeitspuren na 2 fortepiany (1987–1988)
- trivalent na altówkę, wiolonczelę i kontrabas (1988)
- Hard Times na fagot i zespół kameralny (1989–1990)
- Psychogramme na puzon, akordeon i perkusję (1992)
- Interpolationen na organy solo (1993)
- Damals... nach dem Grauen na recytatora i zespół kameralny (1994–1995)
- Dedikation na klarnet basowy i wibrafon (1995)
- Befindlichkeiten na saksofon altowy, wiolonczelę i fortepian (1997)

### Utwory elektroakustyczne
- Transformationen na orkiestrę, grupę solistów z mikrofonami kontaktowymi, wzmacniacze, różne generatory dźwięku i taśmę (1970); prawykonanie „Warszawska Jesień” 1970
- Konzert na obój modulowany elektronicznie i orkiestrę (1974)
- Passagen na dźwięki mowy, instrumenty klawiszowe, perkusję i modulatory elektroniczne (1976)
- Epiklesis Alpha na zespół kameralny i taśmę (1976)
- Oh, Mr Dolby, What a Terrible Noise na klarnet basowy i taśmę (1991)

### Utwory wokalno-instrumentalne
- Vier Epigramme na baryton i zespół kameralny (1961)
- Nacht- und Traumgesänge na chór i orkiestrę (1964)
- Moirologi na wysoki głos żeński, mały klarnet Es, klarnet B, klarnet basowy B i harfę; do tekstu Iliady Homera (1964)
- Rigolo na wysoki głos, 5 instrumentów i taśmę (1967)
- Ihre Bosheit wird die ganze Erde zu einer Wüste machen na recytatora, alt, chór, organy, zespół instrumentów elektronicznych i taśmę (1978)
- Fragmente aus Novalis’ „Hymnen an die Nacht” na kontratenor, tenor i bas-baryton (1979)
- Magnum Mysterium – Zeugenaussagen zur Auferstehung, sceny oratoryjne na recytatora, alt, chór, instr. dęte, orkiestrę, perkusję i taśmę (1980)